# Arménské divadlo opery a baletu v Jerevanu
Arménské divadlo opery a baletu v Jerevanu (plný název: Arménské národní akademické divadlo opery a baletu Alexandra Spendiarjana; arménsky Ալեքսանդր Սպենդիարյանի անվան օպերայի և բալետի ազգային ակադեմիական թատրոն, přepis: Aleksandr Spendiarjani anwan operaji jew baleti asgajin akademiakan tatron, zkráceně slang Օպերա, Opera; rusky Академический театр оперы и балета имени А. Спендиаряна, Akademitscheski teatr opery i baleta imeni A. Spendiarjana) je největší a nejdůležitější hudební divadlo a taneční scéna v Arménii, která se nachází v budově stejného jména v centru hlavního města.

## Dějiny
Komplex budov navrhl arménský architekt Alexandr Tamanjan (1878–1936). Divadlo se plánovalo a výstavba probíhala v letech 1926 až 1953. Před stavbou divadla existovalo operní studio, které bylo založeno v roce 1927 na Jerevanské státní konzervatoři jejím ředitelem Anušavanem Ter-Gevondjanen. Zahrnovalo sbor, symfonický orchestr a sólisty. Průlom nastal v roce 1930 během oslav desátého výročí Arménské SSR. V květnu 1932 vláda oznámila, že na základě souboru vytvořeného na konzervatoři založí první kamenné operní divadlo v zemi.
Divadlo bylo otevřeno 20. ledna 1933 operou Almast od Alexandra Spendiarjana na libreto Sofije Parnokové. Romanos Melikjan byl spoluzakladatelem a prvním uměleckým ředitelem divadla. V roce 1935 poprvé na scénu přišel balet, Čajkovského Labutí jezero. Ve stejném roce dostalo divadlo současný název Divadlo opery a baletu. Tamanjan zemřel v roce 1936 a jeho architektonický styl byl oceněn na světové výstavě v Paříži v roce 1937. V roce 1939 bylo divadlo pojmenováno po Alexandru Spendiarjanovi. Zpočátku divadlo mělo velkou uzavřenou zimní halu, malé letní haly a pódia. V letech 1939 až 1940 byla budova dokončena podle Tamanjanových plánů pod vedením jeho syna Georgije. Bývalá Zimní síň měla 1120 míst, letní sál byl postaven s novým koncertním sálem, pozdějším Koncertním sálem Arama Chačaturjana. V roce 1953 byl komplex budov dokončen. Divadlo získalo v roce 1957 titul Akademické.
Divadlo opery a baletu bývá spojováno s operou Almast, která byla v průběhu desetiletí znovu a znovu inscenována a vedle klasického repertoáru propagovala také vznik nových arménských scénických děl. K jiným operním inscenacím v prvních letech patřily Anuš od Armena Tigranjana (premiéra v roce 1912), roku 1935 Statečný Nazar a roku 1938 Jitro od Haro Stepanjana, což byla první arménská opera na současné téma. V roce 1938 následovala opera Taparnikos od Artemije Ajvasjana, v roce 1945 Aršak II. od Tigrana Čuchadžjana, roku 1950 David Bek Armena Tigranjana, v roce 1957 Arcvaberd od Andreje Babajeva a roku 1967 Ohnivý kruh od Aveta Terterjana. Byly realizovány i významné baletní produkce Arama Chačaturjana: v roce 1939 Štěstí, v roce 1947 Gajané a v roce 1961 Spartakus. Mezi první dirigenty opery patřili Georgij Budagjan, Konstantin Saradžev, Ruben Stepanjan, Michail Tavrisjan, který dirigoval operu v letech 1938 až 1957, a Suren Gavrilovič Čarekjan.
V divadle bylo uvedeno více než 200 oper a baletů (do roku 2020) a soubor hostoval ve více než 20 zemích po celém světě.

## Současnost
Po několika přestavbách a renovacích v letech 1980 a naposledy v letech 2012 až 2013 má rotunda dva samostatné amfiteátry: divadlo opery a baletu Alexandra Spendiarjana s 1120 místy a koncertní sál Arama Chačaturjana s 1300 místy. Americký dirigent Constantine Orbelian (* 1956) je ředitelem divadla od roku 2016. Poté, co byl v březnu 2019 dočasně propuštěn, byl v únoru 2020 znovu jmenován ředitelem.

## Galerie

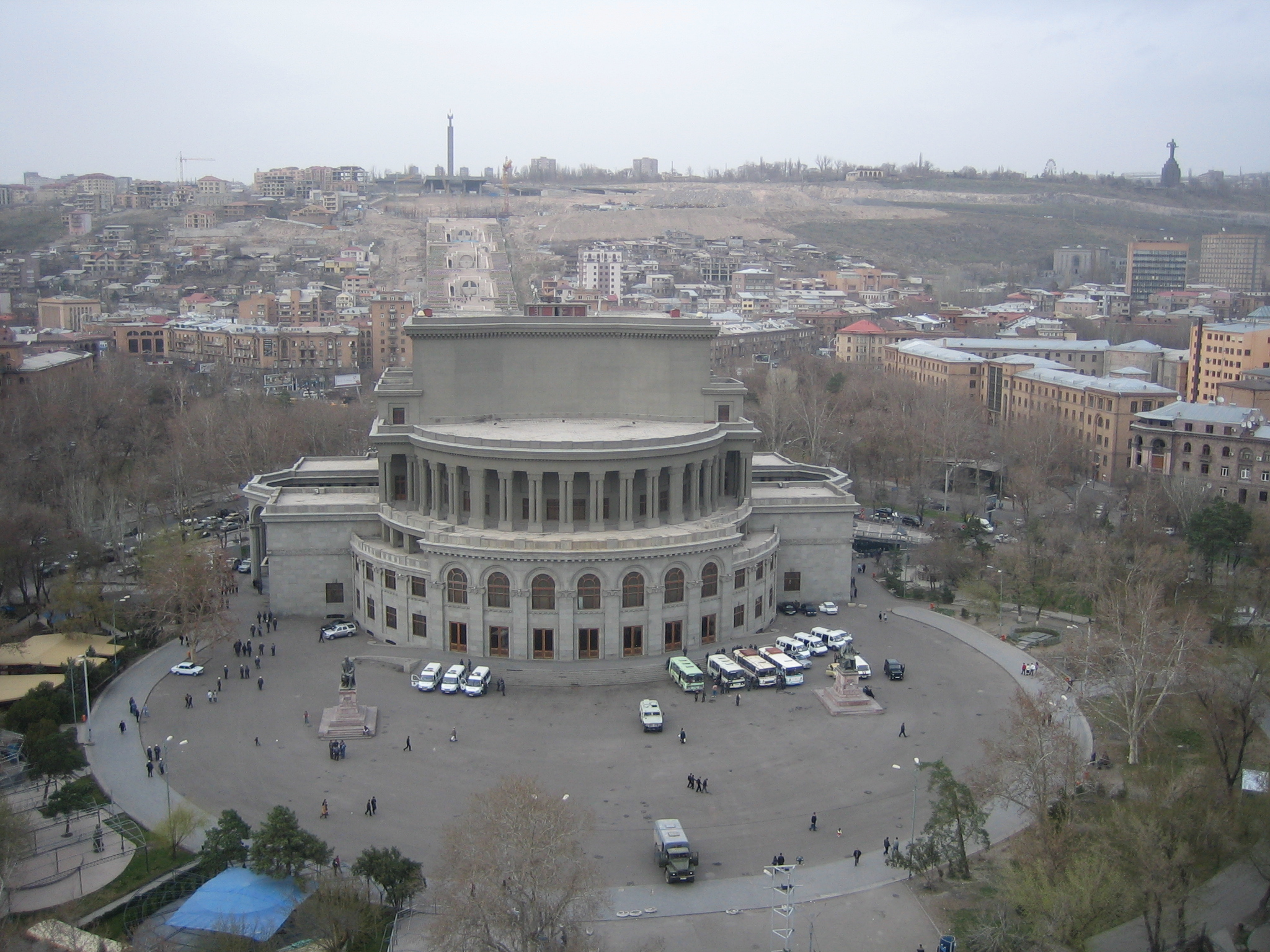
Divadlo z ptačího pohledu
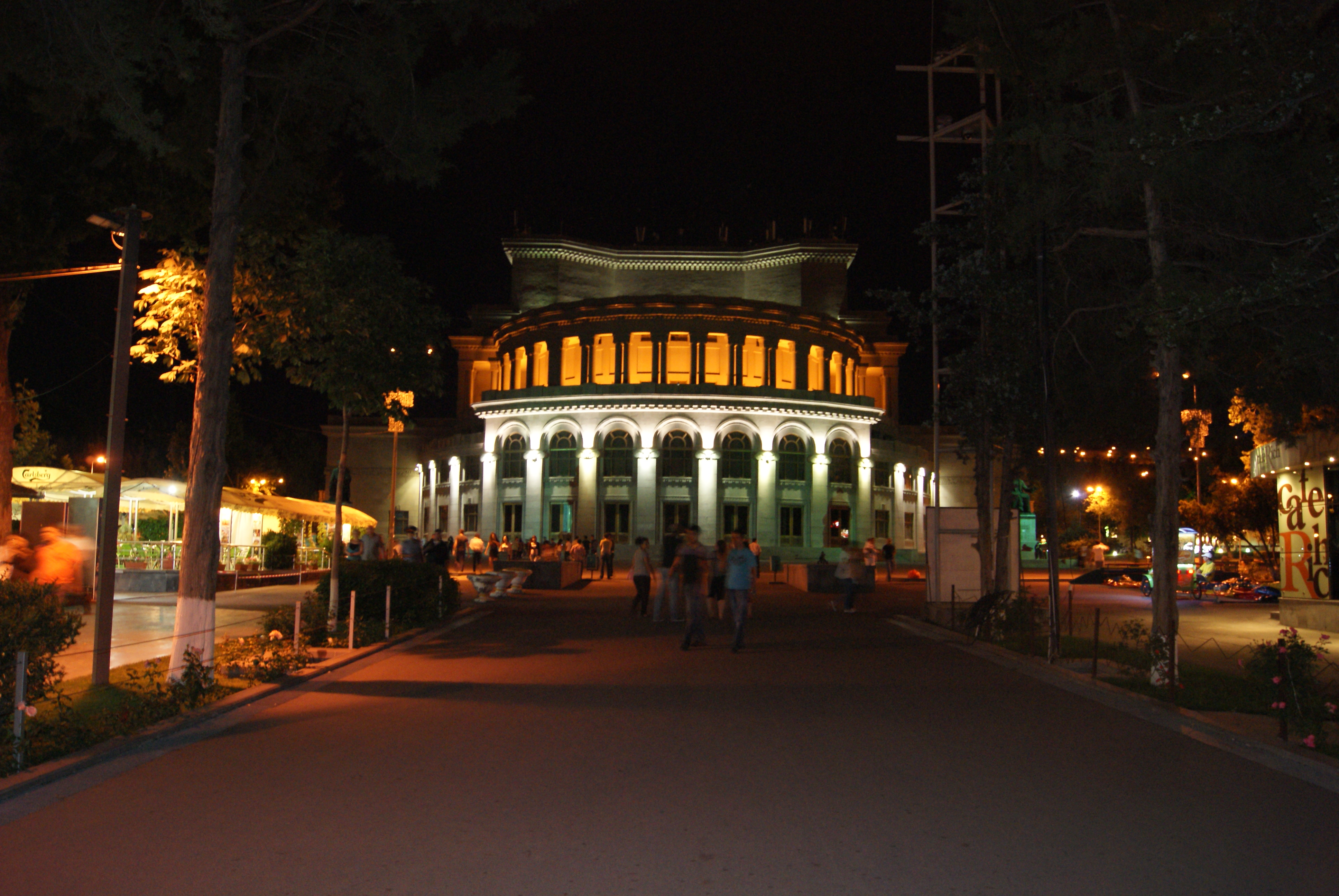
Exteriér divadla nasvícený v noci
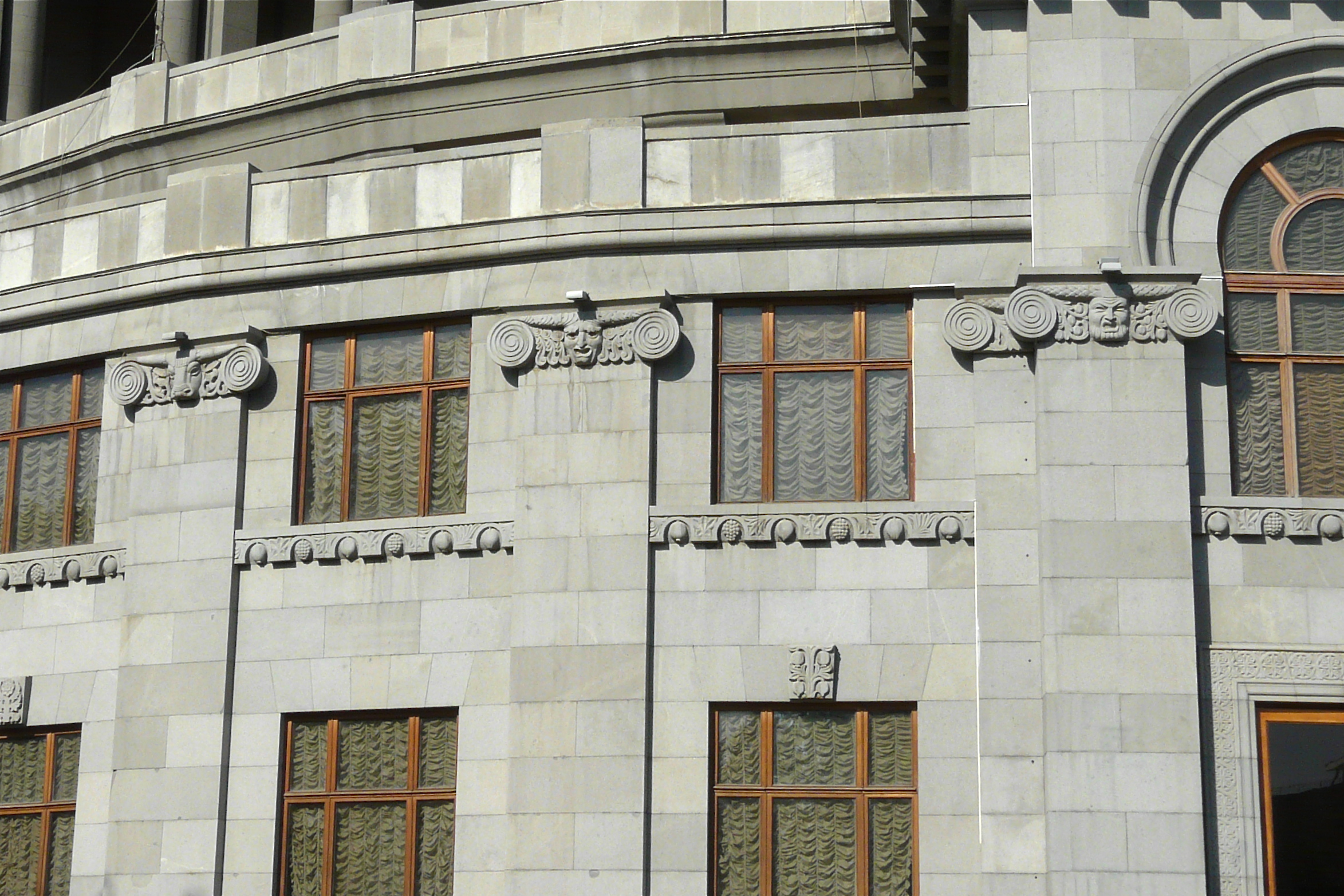
Detail budovy
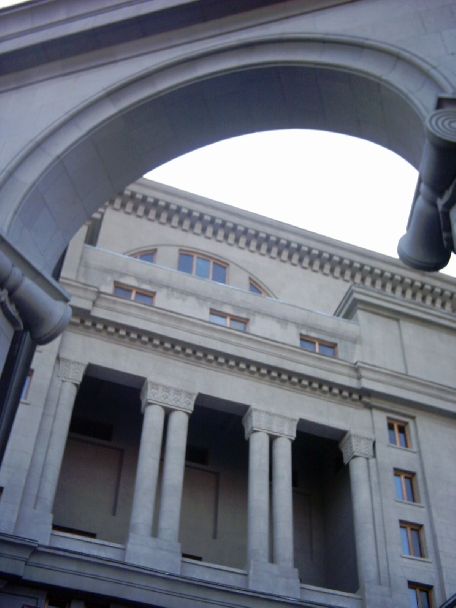
Detail budovy, opěrné sloupy
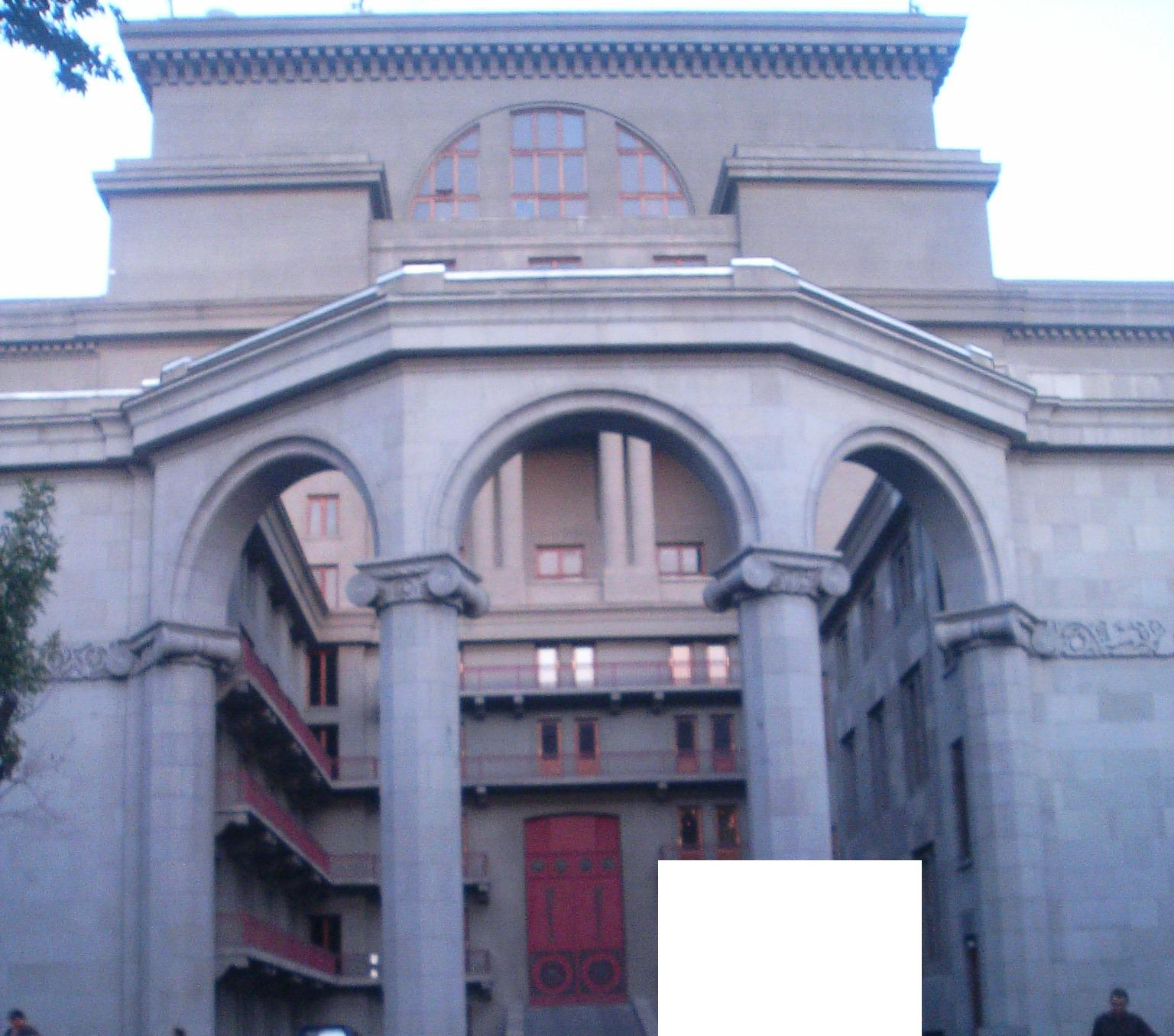
Detail budovy, opěrné sloupy
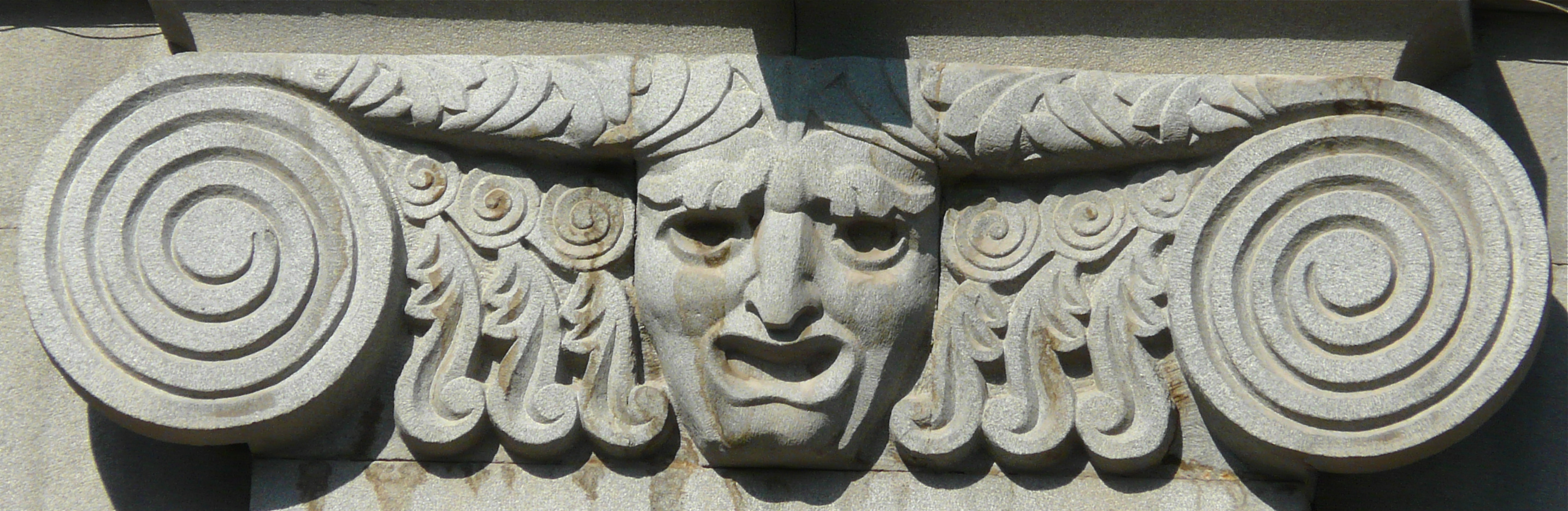
Detail budovy, zdobená fasáda mezi okny připomíná hereckou masku
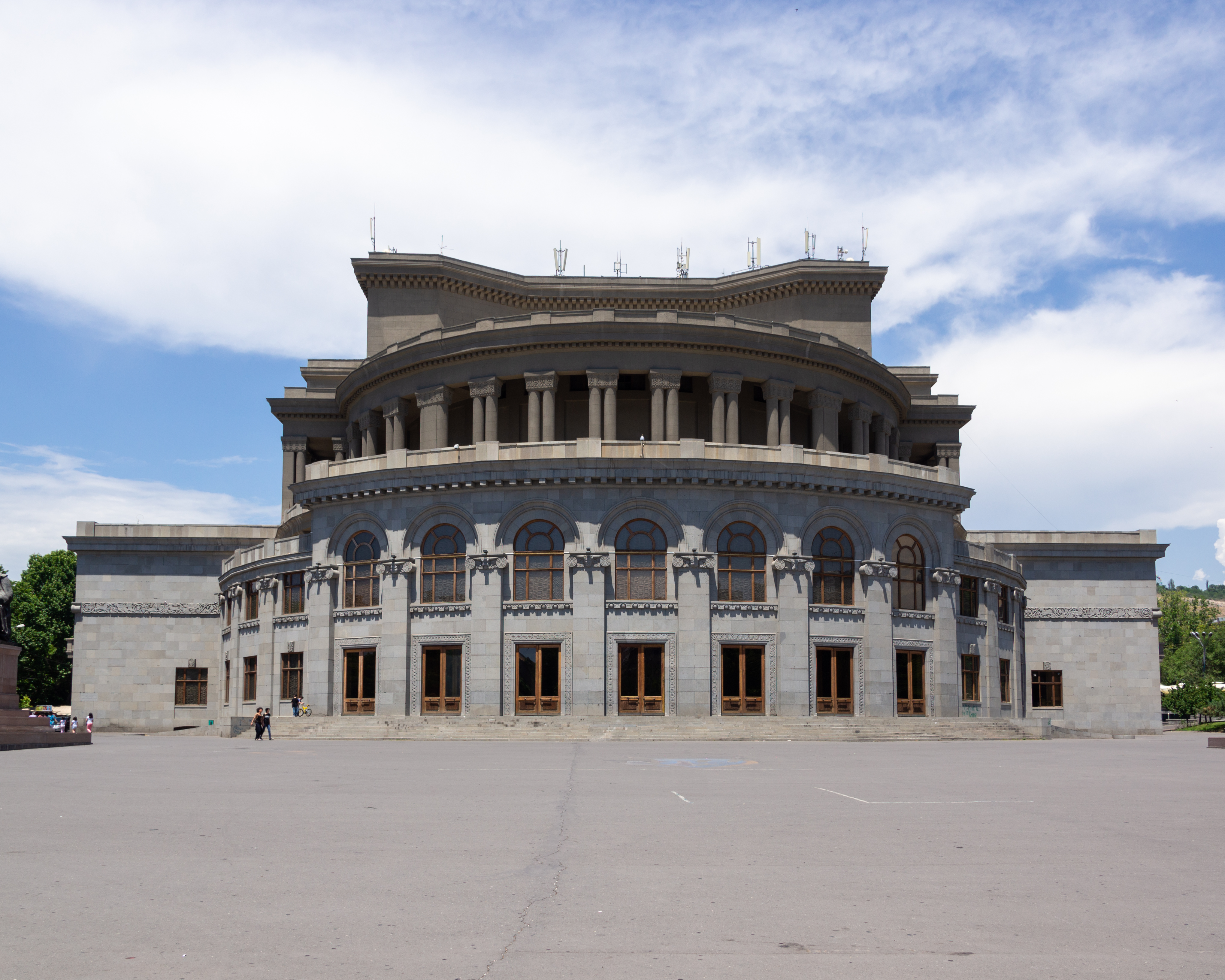
Exteriér divadla
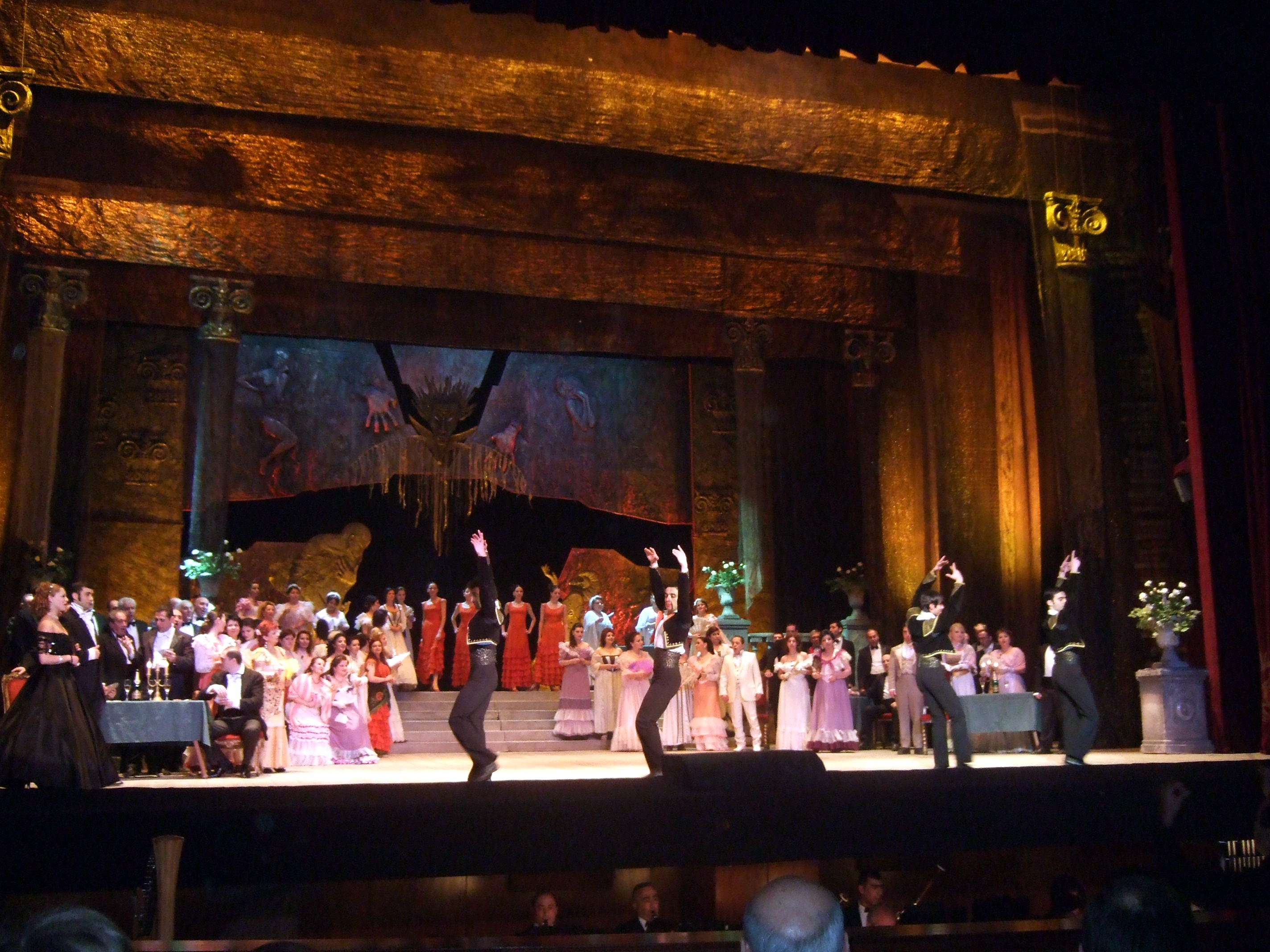
Interiér divadla, opera Madam Butterfly